# CEFL – sezona 2012.
Central European Football League je svoje sedmo izdanje imala 2012. godine. 

Sudjelovalo je pet klubova iz Austrije, Hrvatske, Mađarske, Slovenije i Srbije. Prvakom je postala momčad Ljubljana Silverhawks.

## Sudionici
- Cineplexx Blue Devils - Hohenems
- Zagreb Patriots - Zagreb
- Budapest Wolves - Budimpešta
- Ljubljana Silverhawks - Ljubljana
- SBB Vukovi - Beograd

## Ligaški dio
| mj | klub                  | ut | pob | por | poen+ | poen- |
| -- | --------------------- | -- | --- | --- | ----- | ----- |
| 1. | SBB Vukovi            | 6  | 6   | 0   | 226   | 92    |
| 2. | Ljubljana Silverhawks | 6  | 5   | 1   | 220   | 66    |
| 3. | Cineplexx Blue Devils | 6  | 2   | 4   | 99    | 168   |
| 4. | Budapest Wolves       | 6  | 2   | 4   | 160   | 204   |
| 5. | Zagreb Patriots       | 6  | 0   | 6   | 67    | 242   |

## Doigravanje
| klub1                 | rezultat      | klub2                 |
| poluzavršnica         | poluzavršnica | poluzavršnica         |
| --------------------- | ------------- | --------------------- |
| SBB Vukovi            | 35:14         | Budapest Wolves       |
| Ljubljana Silverhawks | 43:0          | Cineplexx Blue Devils |
|                       |               |                       |
| CEFL Bowl             |               |                       |
| SBB Vukovi            | 21:34         | Ljubljana Silverhawks |

## Poveznice i izvori
- Central European Football League
- european-league.com, CEFL 2012., rezultati  Arhivirana inačica izvorne stranice od 10. kolovoza 2014. (Wayback Machine)
- european-league.com (arhiva), CEFL 2012., poredak
- football-aktuell.de, CEFL 2012.